# Venta Prime
Venta Prime (estilitzat en el logotip com VentaPrime), (anteriorment, European Home Shopping, coneguda com EHS.TV) és una plataforma de televenda espanyola fundada el 1992 i dissolta al novembre de 2023 com European Home Shopping i rellançat com a Venta Prime.

## Història
European Home Shopping es va fundar el 1992 dedicat a la comunicació comercial, és a dir, a la venda de productes i serveis comunament denominats telebotiga. Ehs.TV emet a través de diverses cadenes de televisió en obert de manera parcial, com la TDT.
Entre el 8 d'octubre i el 1r de novembre de 2010, La Sexta 3 va emetre el senyal de Ehs.TV durant el seu període de proves fins al llançament oficial del canal.
Entre el 1r de juliol i el 12 de setembre de 2011, Veo Televisión va emetre el senyal del canal Ehs.TV sota el nom de Teletienda.
El 31 d'agost de 2011, va cessar les seves emissions en Canal+ degut a la cessió d'un laude judicial i diversos recursos que obligaven la llavors Sogecable a incloure el canal en la seva oferta. El 12 de setembre del mateix any, Teletienda va cessar les seves emissions en TDT a causa de la represa de les emissions de Veo Televisión.
Fins al 1r de gener de 2012, Ehs.TV va compartir espai de programació amb Veo Televisión de manera parcial (de dilluns a dijous durant 20 hores diàries i de divendres a diumenge durant tot el dia).
El 20 de febrer de 2013, el canal va començar a emetre a través de les freqüències autonòmiques de Metropolitan TV. També emetia en les locals en les quals emetien els canals Aprende Inglés TV (més tard, Vaughan TV) i Metropolitan TV. A més, existien diverses cadenes de televisió en obert (ja fos d'àmbit local, autonòmic o nacional) que emetien la programació del canal de manera parcial.
El 14 d'octubre de 2013, a Castella-la Manxa comença a emetre Ehs.TV.
El 7 de febrer de 2014, després del cessament d'emissions de MTV per la TDT, el canal va començar a emetre el seu senyal en la freqüència de la Sociedad Gestora de Televisión Net TV. No obstant això, el 7 d'abril, aquest senyal va finalitzar les seves emissions a causa de la no renovació de llicències pel tancament dels nou canals de televisió que va dictaminar el Tribunal Suprem d'Espanya.
El 7 de juny, Ehs.TV va cessar de transmetre en el canal 26 de la ciutat de Múrcia on emetia L'Opinió TV per a donar pas a les emissions en proves de BOM.
El 4 d'octubre, el canal que estava emetent a Castella-la Manxa va desaparèixer.
En 2015, el canal Ehs.TV va deixar d'emetre a les Illes Balears i va ser reemplaçat per Canal 4 Illes Balears.
El 19 d'agost de 2016, el canal Ehs.TV de la Comunitat de Madrid, Andalusia i Regió de Múrcia va ser reemplaçat pel Canal BOM. A la Comunitat Valenciana, va cessar per a donar pas a Las Provincias Televisión.
Durant un temps, el canal es va emetre només en TDT, en l'horari de matinada del canal Gol Play, fins que al novembre de 2023, es va reinventar com a Venta Prime. Des d'aleshores, Venta Prime va començar a emetre blocs de televenda a través de diverses cadenes de televisió en obert de manera parcial, com ara, Antena 3, La Sexta, Mega o Gol Play, entre d'altres.

## Ehs2.TV
El 1r d'agost de 2013, a Andalusia va començar a emetre un canal anomenat Ehs2.TV, el qual emetia la mateixa programació que Ehs.TV. El 1r d'octubre de 2013, aquest canal va desaparèixer definitivament de la TDT després que estigués diversos mesos sense emetre cap programació.

## Imatge corporativa

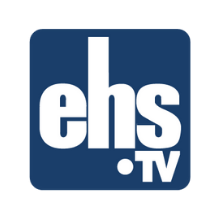
1992 - 2023